# Jorilda Sabino
Jorilda Sabino (Umuarama) é uma ex-atleta brasileira.

## Biografia

### Primeiros anos
Jorilda nasceu em Umuarama, interior do estado do Paraná.
Aos 10 anos de idade, Jorilda iniciou treinos na pista de atletismo da Universidade Federal de Mato Grosso (UFMT), sendo treinada por Expedito Sabino.

### Carreira
Apenas três anos depois, ela já disputava de igual para igual com veteranas do atletismo na Corrida de São Silvestre. Ela obteve dois pódios na corrida nos anos de 1983 e 1984 e passou a receber muita atenção da imprensa. Jorilda também venceu quatro vezes consecutivas a Corrida de Reis de Cuiabá entre os anos de 1985 a 1988.
A corredora participou de competições em diversos lugares do mundo, entre países europeus, Japão, Coreia do Sul, e quase todos os países da América Latina. No Chile, em 1985, ela bateu dois recordes que ainda não foram quebrados na categoria para menores de idade da Confederação Brasileira de Atletismo (CBAt) nos 1.500 e 3.000 metros.
Recebeu o apelido de “Cinderela Descalça” por ter disputado várias provas descalça no início da carreira por questões financeiras.
Jorilda casou-se com um ciclista português e teve duas filhas.